# Nymphalis californica
Nymphalis californica — дневная бабочка из семейства Нимфалид.

## Описание

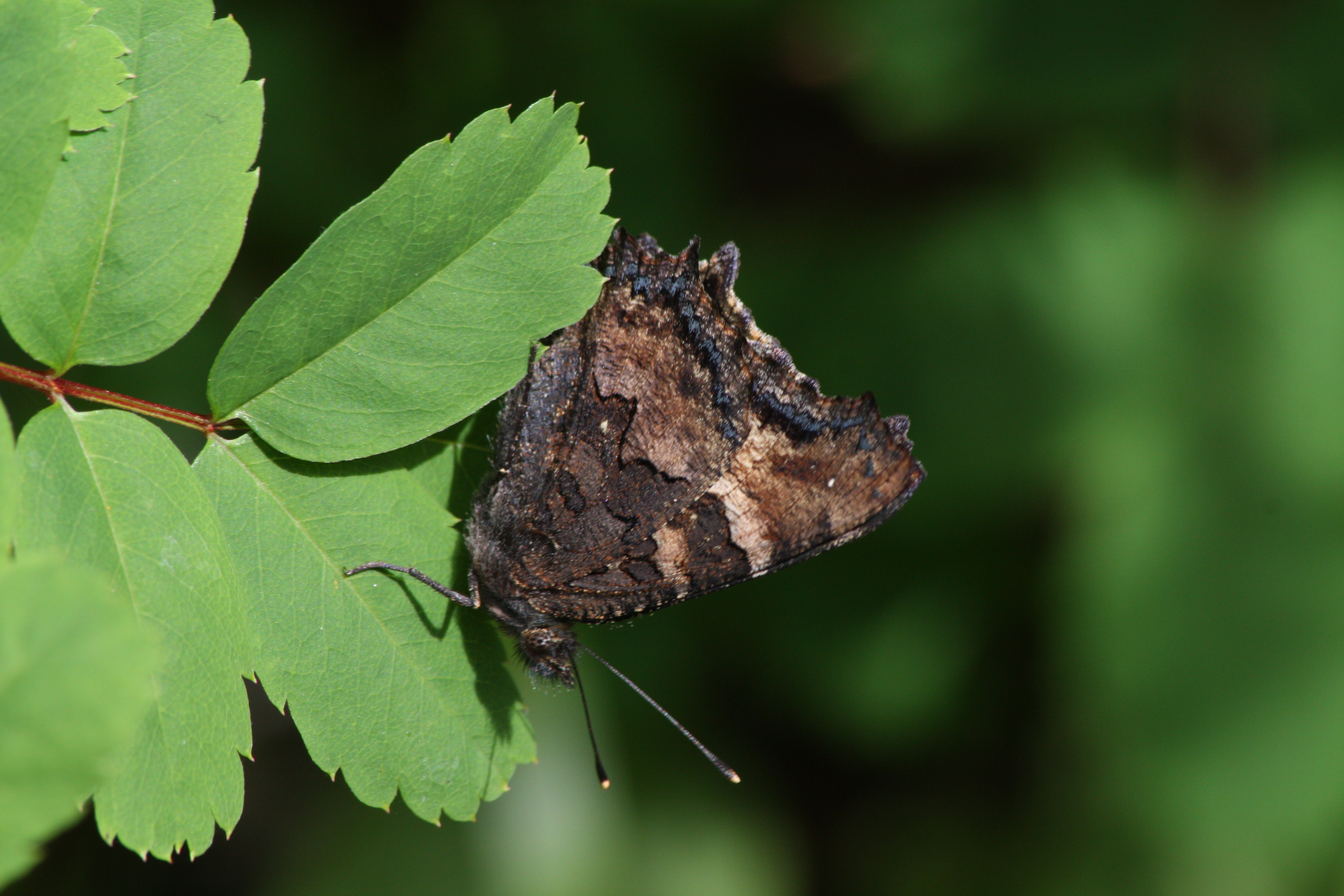
Нижняя сторона крыльев

Размах крыльев 32—70 мм. Внешний край крыльев волнистый, передние крылья с зубцом за апексом, задние крылья — с зубчиками в последней трети. Задний край переднего крыла прямой. Окраска крыльев красновато-коричневая или ржаво-красная с чёрными крупными пятнами, при этом базальная половина задних крыльев не окрашена в чёрный цвет. Крылья снизу с рисунком из бурых оттенков, имитирующих кору деревьев.

## Ареал
Северная Америка — США: Британская Колумбия, южнее Тихоокеанского побережья до Нижней Калифорнии, на восток до Монтаны, Вайоминга, Колорадо и Нью-Мексико. Редкие мигрантные особи встречаются в Мичигане, Пенсильвании, Нью-Йорке и Вермонте; Мексика.

## Биология
Встречается по различным лесным биотопам, луговинам в лесу, просекам, попадается и в населённым пунктам. Зимует имаго. Развивается в одном поколении за год. Время лёта июль—октябрь, после зимовки — апрель—май. Кормовые растения гусениц — род Ceanothus: Ceanothus thrysiflorus, Ceanothus interrimus, Ceanothus velutinus, Ceanothus cordulatus, Ceanothus fendleri, Ceanothus sanguineus и Ceanothus cuneatus. Яйца откладывает большими кладками на листья и стебли кормовых растений.